# محمد فاروق خان
محمد فاروق خان (بالإنجليزية: Muhammad Farooq Khan)‏ (و. 1951 – 2010 م) هو بروفيسور (أستاذ جامعي) من باكستان .